# أوتو ليمان (منتج أفلام)
أوتو ليمان (بالألمانية: Otto Lehmann)‏ هو منتج أفلام ألماني، ولد في 22 يناير 1889 في برلين في ألمانيا، وتوفي في 28 أبريل 1968 في ميونخ في ألمانيا.

## وصلات خارجية
- أوتو ليمان على موقع IMDb (الإنجليزية)
- أوتو ليمان على موقع قاعدة بيانات الفيلم (الإنجليزية)